# Mirabel (Kanada)
Mirabel – miasto w Kanadzie w prowincji Quebec, w regionie administracyjnym Laurentides. Miasto nie należy do żadnej regionalnej gminy hrabstwa (MRC) i dlatego też ma status terytorium równoważnego z regionalną gminą hrabstwa (TÉ). Miasto to jest częścią aglomeracji Montrealu.
Mirabel miało 34 626 mieszkańców w 2006 roku. Język francuski jest językiem ojczystym dla 96,3%, angielski dla 1,5% mieszkańców. Jest to obecnie najszybciej rosnące miasto w Kanadzie, ze wskaźnikiem wzrostu równym 26,8% (2006).
Saint-Augustin (1855), Saint-Benoît (1855), Saint-Hermas (1834), Saint-Janvier-de-Blainville (1855), Sainte-Scholastique (1834), Saint-Canut (1857), Sainte-Monique (1872) i Saint-Janvier-de-la-Croix (1959) – w latach 1971-1973 Sainte-Scholastique, potem Mirabel.

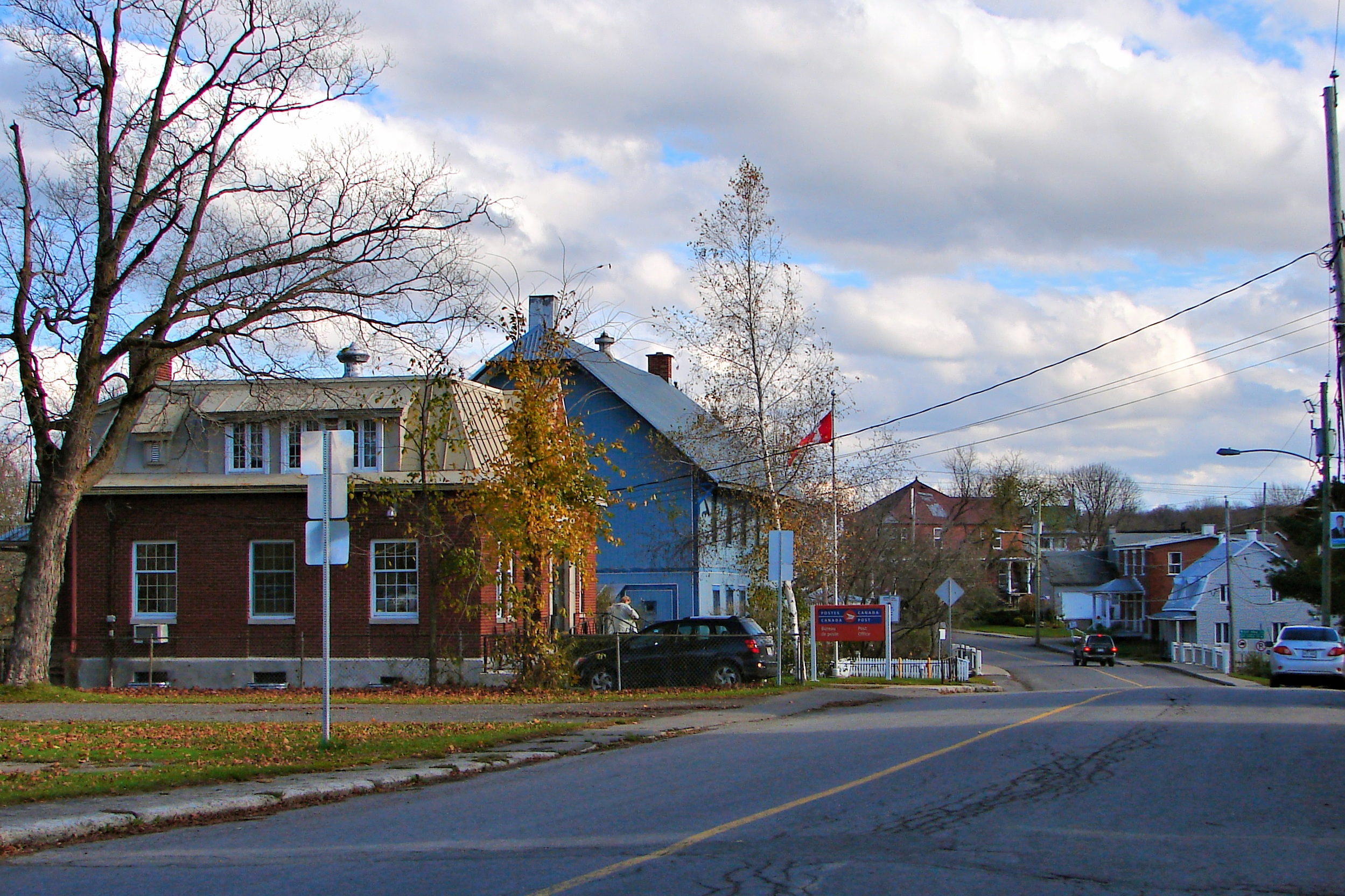
St-Scholastique
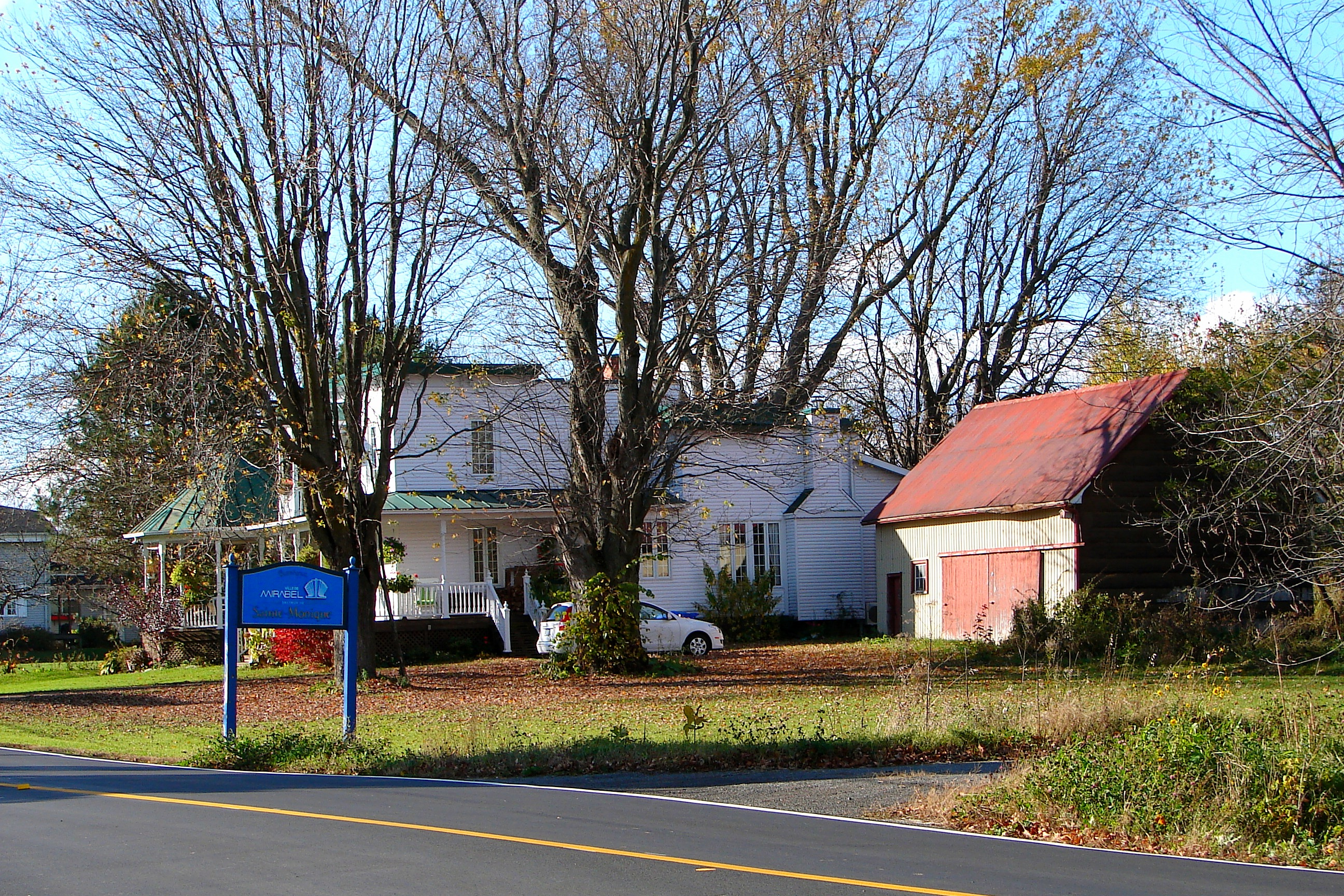
Ste-Monique